# Anne Heywood
Pour les articles homonymes, voir Heywood.
Anne Heywood, née Violet Pretty le 11 décembre 1931 à Birmingham et morte le 27 octobre 2023 à Houston (États-Unis), est une actrice britannique.

## Biographie
Née Violet Joan Pretty en 1931 des parents Harold James et Edna Elizabeth (née Lowndes) Pretty à Handsworth, Birmingham, elle remporte le titre de Miss Grande-Bretagne sous son vrai nom en 1950.
En 1947, à l'âge de 15 ans, elle rejoint le Highbury Little Theatre à Sutton Coldfield et remporte le concours de la reine du carnaval de l'université de Birmingham. Elle participe ensuite à un concours national de beauté balnéaire, qu'elle remporte. Elle tient un petit rôle dans Lady Godiva (1951).
Elle fait trois apparitions à la télévision dans le Carroll Levis TV Show et passe ensuite quatre ans à faire la tournée des théâtres britanniques. Plus tard, elle a également fréquenté l'Académie de musique et d'art dramatique de Londres. Elle tient un petit rôle dans la comédie Find the Lady (en) (1956).

### Contrat avec la Rank Organisation
Violet Pretty est engagée par la Rank Organisation, qui la rebaptise Anne Heywood et lui confie de petits rôles secondaires dans A tombeau ouvert (1956) et Doctor at Large (1957). The Danzigers l'empruntent pour le rôle principal de femme fatale dans le film noir à petit budget The Depraved (en) (1957) avec Robert Arden.
Rank lui confie le second rôle féminin du Prisonnier du Temple (1957) et elle est le premier rôle féminin de Jeunesse délinquante (1958) avec Stanley Baker, ce qui lui permet de se faire un nom au cinéma. Elle tourne Froid dans le dos (1958) avec Howard Keel. Elle donne la réplique à Frankie Vaughan dans The Heart of a Man (1959) de Herbert Wilcox, puis pour Rank, elle joue dans une comédie romantique Entrée de service (1959). Elle est prêtée à une compagnie italienne pour le péplum Carthage en flammes (1960).

### Raymond Stross
Heywood a joué dans le film de guerre Les Combattants de la nuit (1960) aux côtés de Robert Mitchum. Ce film est produit par Raymond Stross, qu'Anne Heywood épouse dans la foulée. Elle joue dans quelques comédies britanniques, Pirates en jupons (en) (1961) et Stork Talk (en) (1962), puis tourne dans trois thrillers produits par Stross : La Vengeance du docteur Corrie (1962), La Mort d'un sadique (1963) et Ninety Degrees in the Shade (en) (1965).
Heywood tourne High Jungle pour la Metro-Goldwyn-Mayer avec Eric Fleming, mais le film est annulé lorsque Fleming se noie.
Heywood joue dans Le Renard (1967), une adaptation cinématographique d'un roman de D. H. Lawrence, produite par Stross, avec Sandy Dennis et Keir Dullea. Le film suscite une polémique à l'époque en raison de son thème lesbien et de la nudité de Heywood, mais il a également été un grand succès commercial. Un journal fait le parallèle entre les couples Heywood / Stross et Sophia Loren / Carlo Ponti, également producteur de sa femme.
Heywood se rend en Italie pour jouer dans La Religieuse de Monza (1969), interprétant le rôle-titre Marianna de Leyva, puis tourne un film avec Richard Crenna produit par Stross, Une combine en or (1969),. Elle fut secondée dans un film d'aventure et d'espionnage avec Gregory Peck, L'Homme le plus dangereux du monde (1969), mais elle n'y apparaît que cinq minutes à l'écran. Elle est mentionnée comme une possible tête d'affiche de Myra Breckinridge (1970), mais Raquel Welch lui est finalement préférée.

### Fin de carrière

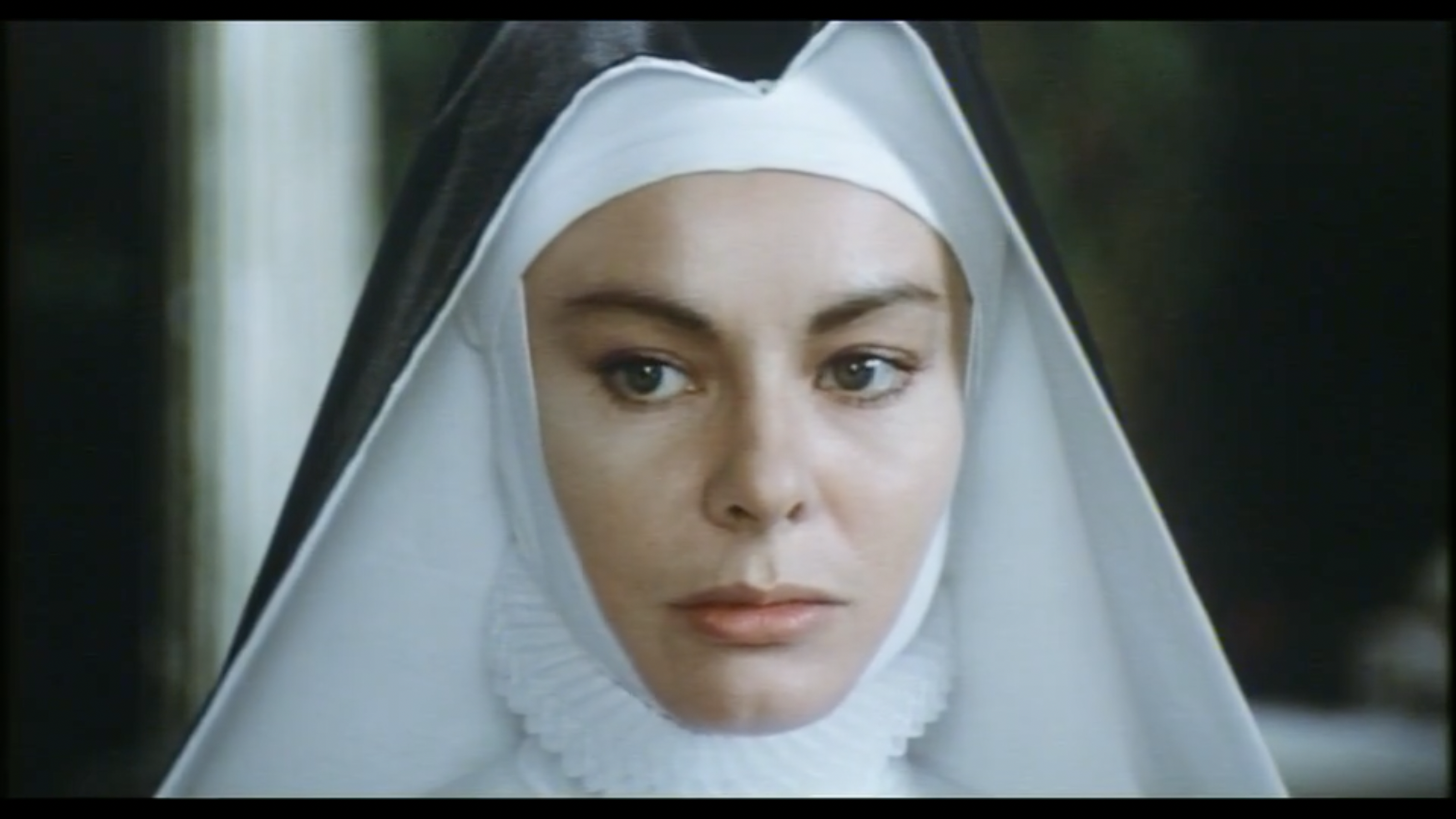
Heywood dans Les Religieuses du Saint-Archange (1973)

Heywood a joué dans I Want What I Want (en) (1972), un échec critique et un bide public produit par Stross, puis s'est rendue en Italie pour tourner le giallo Dernier appel (1972) et le drame érotico-historique Les Religieuses du Saint-Archange (1973), toujours dans le rôle d'une nonne. À Hollywood, elle tient le premier rôle féminin de Trader Horn, l'aventurier (en) (1973), remake raté d'un classique de 1931, puis retourne en Italie pour La Première Fois sur l'herbe (1974).
Elle joue dans Good Luck, Miss Wyckoff (en) (1979), produit par Stross et dans le film d'épouvante satanique italien Les Vierges damnées (1979). Ces deux films sont des échecs en salles. Elle a ensuite tenu des seconds rôles dans Sadat (en) (1981) et dans le film de science-fiction What Waits Below (en) (1984). Sa carrière décline dans les années 1980. Son avant-dernier rôle est celui de Manon Brevard Marcel dans un épisode en deux parties de la populaire série télévisée américaine Equalizer, avec son compatriote Edward Woodward, en 1988.
Après la mort de Stross en 1988, elle se retire du monde du spectacle.

## Vie privée
Heywood a été mariée pendant vingt-huit ans au producteur britannique Raymond Stross, qui a produit la plupart de ses films après leur rencontre en Irlande en juillet 1959 pendant le tournage des Combattants de la nuit. Après leur mariage à Zurich, en Suisse, le 12 février 1960, le couple a collaboré à plusieurs films britanniques et internationaux, dont La Vengeance du docteur Corrie, La Mort d'un sadique, Ninety Degrees in the Shade (en), Le Renard, Une combine en or, I Want What I Want (en) et Good Luck, Miss Wyckoff (en).
Après la mort de Stross en 1988, Heywood prend sa retraite et n'apparaît plus à l'écran depuis. En 1990, elle épouse son second mari, George Danzig Druke, ancien procureur général adjoint de l'État de New York, qui meurt le 7 octobre 2021 à Beverly Hills, à l'âge de 98 ans. Heywood réside à Beverly Hills, en Californie.
Anne Heywood meurt d'un cancer à Houston, au Texas (États-Unis), le 27 octobre 2023, à l'âge de 91 ans.

## Filmographie
- 1951 : Lady Godiva (Lady Godiva Rides Again) de Frank Launder : Dorothy Marlowe
- 1956 : A tombeau ouvert (Checkpoint) de Ralph Thomas : Gabriela
- 1956 : Find the Lady (en) de Charles Saunders : la réceptionniste
- 1957 : The Depraved (en) de Paul Dickson : Laura Wilton
- 1957 : Toubib en liberté (Doctor at Large) de Ralph Thomas : Emerald
- 1958 : Le Prisonnier du Temple (Dangerous Exile) de Brian Desmond Hurst : Glynis
- 1958 : Jeunesse délinquante (Violent Playground) de Basil Dearden : Cathie
- 1959 : Entrée de service (La chambre de Madame / Upstairs and Downstairs) de Ralph Thomas : Mrs. Kate Barry
- 1959 : Froid dans le dos (Floods of Fear) de Charles Crichton : Elizabeth Matthews
- 1960 : Les Combattants de la nuit (The Night Fighters / A Terrible Beauty) de Tay Garnett : Neeve Donnelly
- 1960 : Carthage en flammes (Cartagine in fiamme) de Carmine Gallone : Fulvia
- 1961 : Pirates en jupons (en) (Petticoat Pirates) de David MacDonald : l'officier en chef Anne Stevens
- 1961 : The Heart of a Man de Herbert Wilcox : Julie
- 1962 : La Vengeance du docteur Corrie (The Brain) de Freddie Francis : Anna Holt
- 1962 : Stork Talk (en) de Michael Forlong : Lisa Vernon
- 1962 : La Mort d'un sadique (The Very Edge) de Cyril Frankel : Tracey Lawrence
- 1965 : Ninety Degrees in the Shade (en) de Jiri Weiss : Alena
- 1967 : Le Renard (The Fox) de Mark Rydell : Ellen March
- 1969 : L'Homme le plus dangereux du monde (The Chairman) de Jack Lee Thompson : Kay Hanna
- 1969 : Une combine en or (Midas Run) d'Alf Kjellin : Sylvia Giroux
- 1969 : La Religieuse de Monza (La monaca di Monza) de Eriprando Visconti : Virginia de Leyva
- 1972 : Dernier appel (L'assassino... è al telefono) d'Alberto De Martino : Eleanor Loraine
- 1972 : I Want What I Want (en) de John Dexter : Roy/Wendy
- 1973 : Trader Horn, l'aventurier (en) (Trader Horn) de Reza Badiyi : Nicole Mercer
- 1973 : Les Religieuses du Saint-Archange (Le monache di Sant'Arcangelo) de Domenico Paolella : mère Giulia
- 1975 : La Première Fois sur l'herbe (La prima volta, sull'erba) de Gianluigi Calderone
- 1979 : Les Vierges damnées (Un ombra nell'ombra) de Pier Carpi : Carlotta Rhodes
- 1979 : Good Luck, Miss Wyckoff (en) de Marvin Chomsky : Evelyn Wyckoff
- 1985 : What Waits Below (en) de Don Sharp : Frieda Shelley